# KREEP

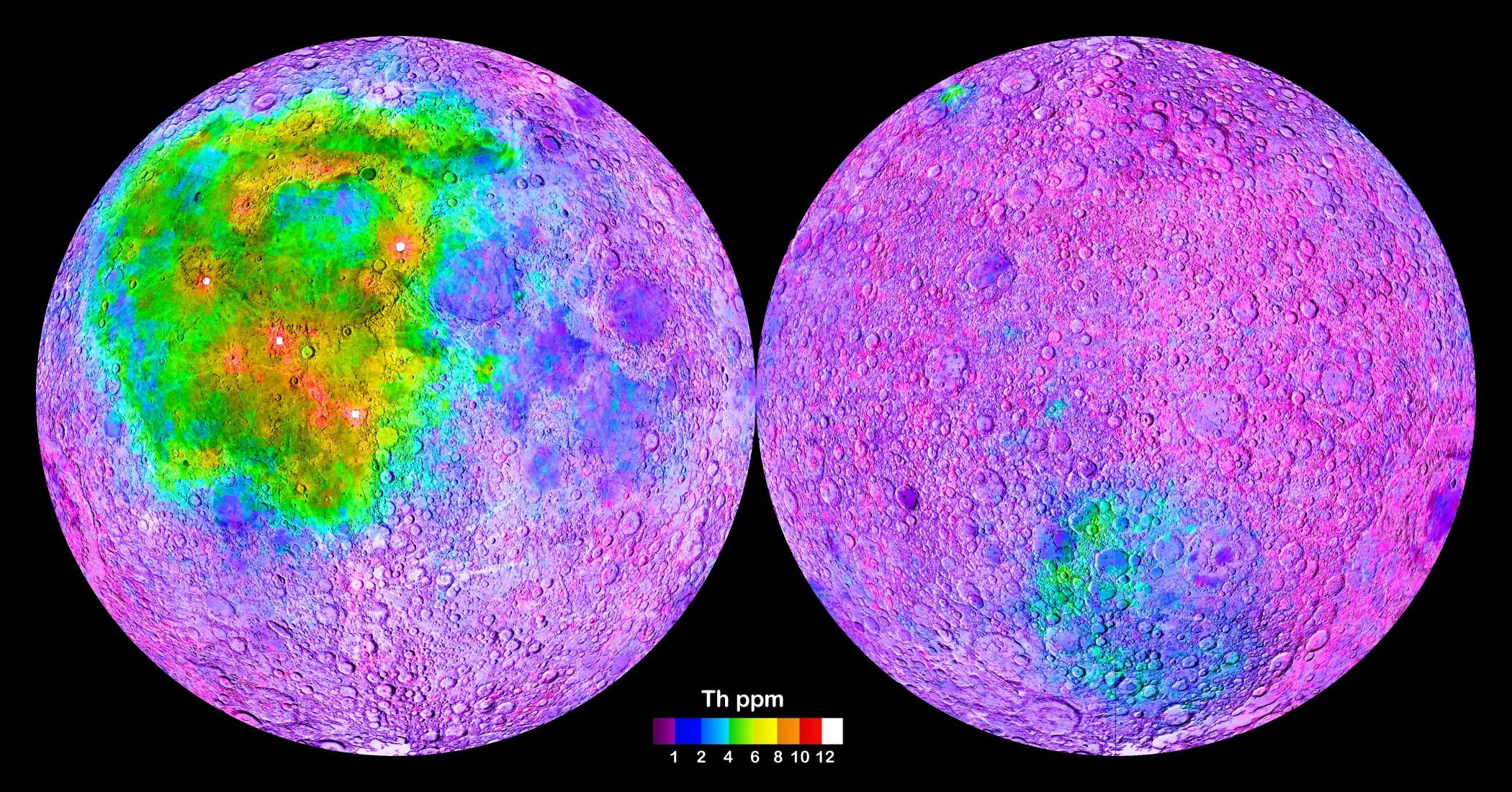
루나 프로스펙터가 조사한 달의 토륨 분포. 토륨과 KREEP의 위치는 서로 관련이 있다.

KREEP는 K(칼륨), REE(희토류 원소), P(인)의 두문자어로서, 달에서의 충돌로 생긴 각력암과 현무암에 있는 화학적 구성 성분이다. 가장 큰 특징은 친액원소(광물보다 마그마에 밀집되는 원소)와 방사성 우라늄, 토륨, 칼륨(40K) 등 발열 원소가 함께 집중되어 있다는 것이다.

## 일반적인 구성
KREEP에는 질량비로 약 1%가량의 칼륨과 산화 인이 있으며, 10만 분의 2 ~ 2.5 정도 루비듐이 있고, 일반적인 구립운석에 비해 300 ~ 350배가량 란타넘이 많다. KREEP 내의 칼륨, 희토류, 인 대부분은 인회석과 메릴라이트 가루 속에 들어있다.

## 기원
간접적으로 KREEP 물질의 기원은 달의 기원과 관련이 있으리라 추정하고 있다. 현재는 거대충돌 가설에 따라 테이아가 45억 년 전 충돌한 결과로서 여겨지며, 충돌로 인해 부서진 암석이 지구 주위를 돌며 강착을 통해 달이 만들어지는 과정에서 충돌 에너지가 높은 점으로 보아 달을 만든 물질 다수가 액체 상태로 달의 마그마 바다를 만들었으리라 추정되며, 마그마가 결정화하기 시작할 때 감람석이나 휘석은 밑으로 침전하여 맨틀을 만들었다.
마그마가 약 75%가량 결정화하였을 때, 밀도가 낮은 회장석이 결정화해 위로 떠 지각을 만들었고, 친액원소가 마그마에 갇히게 되어, KREEP 물질이 다량 함유된 마그마가 지각과 맨틀 사이에 존재하게 되었다. 이 과정의 근거로는 달 고원에 사장질 암석의 비율이 높고, KREEP을 함유한 암석이 다수 존재한다는 것이 있다.

## 루나 프로스펙터의 측정
루나 프로스펙터 탐사선의 조사 이전에는 KREEP 물질이 지각 밑에 넓게 분포할 것으로 여겼지만, 감마선 분광기를 통한 관측 결과 KREEP을 함유한 암석은 폭풍의 대양과 비의 바다 밑에 집중되어 있음이 드러났다. 이 지역은 현재 폭풍 KREEP 지형(Procellarum KREEP Terrane)으로 부르고 있다.
위난의 바다, 동쪽의 바다, 남극 에이트켄 분지 등 이 지역에서 멀리 있으면서 지각을 깊이 뚫은 경우, 충돌로 인해 방출된 물질에서 KREEP 물질이 거의 존재하지 않는다. 폭풍 KREEP 지형에서의 발열 원소 집중이 달의 앞면에서 화산 활동이 일어나 바다를 많이 형성한 원인으로 지목되고 있다.

## 같이 보기
- 달의 바다
- 루나 프로스펙터